# Test omeprazolowy
Test omeprazolowy - test diagnostyczno-terapeutyczny stosowany w rozpoznaniu choroby refluksowej przełyku.
Polega na zastosowaniu omeprazolu w dawce 40–80 mg lub innego inhibitora pompy protonowej w podwójnej dawce standardowej, przez 7-14 dni, a następnie na ocenie samopoczucia chorego.
Ustąpienie dolegliwości, takich jak nietypowy ból w klatce piersiowej, dysfagia, sugeruje, że przyczyną objawów jest choroba refluksowa przełyku. Inwazyjne badania porównawcze (gastroskopia, pH-metria) przełyku wykazały w 80% zbieżność wyników tych badań i testu omeprazolowego.